# Moncef Belkhayat
Pour les articles homonymes, voir Belkhayat.
Moncef Belkhayat Zougari dit le plus souvent Moncef Belkhayat, est un homme d'affaires et ancien homme politique marocain né en 1970 à Rabat. Ancien ministre de la jeunesse et des sports dans le gouvernement El Fassi, ancien président la Fondation Mohammed VI des champions sportifs et ancien vice-président de la région de Casablanca-Settat.
Le 26 décembre 2019, il annonce son retrait de la vie politique pour se consacrer à ses affaires. Historiquement actif dans le domaine de la logistique et distribution (Dislog Group), il se diversifie dans l'immobilier (Le Frêne, Le Chêne), dans la presse (Les Inspirations Eco, Radio Plus, Le site Info, L'information.ma) la communication (WB Africa, Crystal Advertising, Crystal Media, Timberwolf Digital) et dans l'industrie pharmaceutique pharmacie (Kosmopharm).
Ses entreprises sont regroupées sous la holding H&S ( Invest Holding ) .

## Biographie

### Origines et famille
Il est le fils de Mhamed Belkhayat, avocat ayant exercé au barreau de Rabat. Il est scolarisé au lycée Dar Es-Salam.
Son frère est Ismael Belkhayat, figure de la tech au Maroc, marié à Sophia Alj, la nièce de Chakib Alj, Président de la CGEM.
Son cousin est Hassan Zougari Belkhyat, membre du bureau politique du Rassemblement National des Indépendants et consultant.

### Études
En 1988, il obtient son baccalauréat en sciences expérimentales.
Étudiant de l'Institut supérieur de commerce et d'administration des entreprises (ISCAE), il effectue son stage de 3e année chez Industries marocaines modernes (IMM), filiale de Procter & Gamble.
La firme l'engage après l'obtention de son diplôme, en 1992.
Il se rend aux États-Unis afin de suivre un executive program à la Harvard Business School.

## Carrière Professionelle

### Procter & Gamble
De 1992 à 1995, Moncef Belkhayat occupe le poste de responsable marketing au sein du groupe, avant de devenir directeur des ventes régionales en Arabie saoudite de 1996 à 1998 puis directeur développement Afrique et Moyen-Orient de 1998 à 2000.

### Telefonica
Moncef Belkhayat est recruté par l'entreprise Telefonica en 2000 en tant que Directeur central du pôle commercial.
Il participe à la mise en place du réseau de distribution de l'opérateur téléphonique.
Nommé vice-président chargé du pôle marketing et commercial en 2005, il investit dans le sponsoring culturel et sportif. Déçu de ne pas se voir offrir la direction générale de l’entreprise, il présente sa démission deux ans plus tard,.

### Finance Com
Le banquier Othman Benjelloun lui propose de présider le directoire de la holding Atcom, filiale de Finance Com.
Moncef Belkhayat est l'instigateur du réseau d’épiceries Hanouty. Le projet est lancé en 2007 mais durant la première année la firme ne peut ouvrir les 600 enseignes initialement prévues.
L'aventure s'achève en automne 2009 avec le démantèlement de Hanouty.

## H&S Invest Holding
Moncef Belkhayat est devenu entrepreneur en 2005 en fondant H&S Invest Holding qui s'est développé en "Full Service Provider" couvrant toute la chaine de valeur de l’importation à l’achat d’espace média en passant par la distribution, le marketing, le merchandising et la logistique de stockage et de transport de tout produit de grande consommation.
H&S Invest Holding regroupe aujourd’hui plus de seize filiales spécialisées, positionnées tout au long de la chaîne de valeur. Parmi les entreprises phares de la holding, Dislog Group s’impose comme un acteur majeur et « Brand Builder » dans la distribution et de la logistique au Maroc. Grâce à son modèle « Full Service Provider », H&S Invest propose à ses clients une gamme de services allant de l’importation et du stockage à la communication, aux médias et au merchandising.
Le 4 avril 2019, H&S annonce une levée de fonds de 24M USD auprès du fonds SPE Capital. L’opération permettra au groupe de financer ses projets de développement et principalement ceux liés à la logistique, l’agro-industrie et le digital. L’enveloppe rentre dans le cadre de la restructuration du groupe qui compte devenir un holding opérationnel structuré autour de six business Units (distribution, industrie, warehousing, médias, digital, international).

### Expansion et Diversification
En 2024, Dislog Group, filiale de H&S Invest Holding, sous l’impulsion de Moncef Belkhayat, franchit une étape majeure dans son expansion européenne avec l'acquisition de BBW Chef Sam, un acteur clé de la distribution alimentaire en Espagne, Portugal, France, Benelux, Pologne et Royaume-Uni. Cette acquisition, d'une valeur de 40 millions d’euros, s'inscrit dans la stratégie de Dislog Group de renforcer sa présence en Europe et de diversifier son portefeuille de marques et de produits (LesEco.ma), après l’acquisition du distributeur français Taste Distribution, de la marque Carré Suisse et de l’industriel Cultures de France.
En mars 2025, Dislog Group, sous la direction de Moncef Belkhayat, a acquis l'intégralité du réseau de distribution de Venezia Ice, y compris les marques Venezia Ice & Bakery et l'usine de fabrication alimentaire MCDF.

## Autres activités
En 2006, Moncef Belkhayat intègre Maroc Culture. L'association présidée par Mounir Majidi organise le Festival Mawazine, qui se tient tous les ans à Rabat. Belkhayat occupe le poste de directeur marketing du festival entre 2007 et 2009.
Fin 2007, il rejoint le comité directeur du Fath Union Sport (FUS), club omnisports de Rabat,.
Il a présidé la Fondation Mohammed VI des champions sportifsdepuis sa création jusqu'au 25 avril 2023.
En septembre 2016, Moncef Belkhayat a été élu président de l'Association des distributeurs des produits de grande consommation. À l’issue d’une assemblée générale élective, les professionnels du secteur de la distribution de produits de grande consommation, tels que l’agroalimentaire, les produits d’hygiène, les produits d’entretien ou encore les télécommunications ont donné naissance à l'Association des distributeurs de produits de grande consommation, baptisée « TIJARA 2020 ».
Le 20 décembre 2023, Moncef Belkhayat est élus président des alumnis de P&G au Maroc

## Carrière politique
Lors du remaniement du 29 juillet 2009, il est nommé ministre de la Jeunesse et des Sports dans le gouvernement El Fassi. Il déclare qu'il était istiqlalien (PI), mais que lorsqu'on lui a proposé d'être ministre, il a accepté de l'être au nom du Rassemblement national des indépendants (RNI). Il occupe le poste jusqu'à fin 2011.
Moncef Belkhayat est membre élu du bureau politique du Rassemblement national des indépendants (RNI), et préside l'alliance des indépendants, club des économistes du Rassemblement national des indépendants (RNI). Il est souvent sollicité par les étudiants de grandes écoles à faire des conférences tant au Maroc qu'à l'étranger.
Le 26 décembre 2019, Moncef Belkhayat annonce officiellement qu'il quitte la vie politique.
Le 31 décembre 2019, Moncef Belkhayat est annoncé par le journal le360 comme l'un des dix qui ont fait le foot Marocain de la dernière décennie.

### Élections communales et régionales 2015
Moncef Belkhayat s'est présenté tête de liste aux élections communales et régionales 2015 au niveau de la commune urbaine Sidi Belyout et à l’arrondissement Anfa à Casablanca pour la région Casablanca-Settat.
À l'issue de ce scrutin, Moncef Belkhayat a été élu à la commune urbaine de Sidi Belyout et a obtenu 3 sièges derrière les candidats du Parti de la justice et du développement et l'Union socialiste des forces populaires.
Il a été également élu au Conseil Régional de Casablanca-Settat puis vice-président de la région sous la présidence de Mustapha Bakkoury,,.